# Roberto Alarcón González
Roberto Alarcón González (Murcia, 14 de abril de 1994), más conocido como Alarcón, es un futbolista español que juega de extremo por ambas bandas, principalmente la izquierda, en el Real Avilés Industrial C. F. de la Segunda Federación.

## Carrera
Es un jugador que puede jugar como extremo izquierdo y delantero. Se formó en las categorías inferiores del Atlético Cabezo de Torres y en el Real Murcia, antes de ingresar en 2008 en la cantera del F. C. Barcelona donde estuvo durante tre años, hasta que en 2011 regresó a la cantera del Real Murcia.
En las filas del club grana iría avanzando hasta llegar al filial, el Real Murcia Imperial en 2013. Tras dos temporadas en el jugando en la Tercera División, en verano de 2015 ascendió a la primera plantilla del Real Murcia, pero sería cedido a la La Hoya Lorca C. F. de la Segunda División B, en el que disputó 33 partidos y anotó 4 goles.
En la temporada 2016-17, regresa al Real Murcia de la Segunda División B, con el que disputa 28 encuentros en los que consiguió anotar tres goles.
En la temporada 2017-18 firmó con el C. D. Alcoyano también de la Segunda División B, con el que disputa 17 encuentros.
En verano de 2018, firma por el Real Oviedo "B" que militaba en la Segunda División B, con el que disputaría 35 partidos en los anotaría tres goles durante la temporada 2018-19. Disputó la primera vuelta de la temporada 2019-20 en las filas del filial oviedista, con el que anotó 6 goles en 20 partidos en el grupo I de la Segunda División B. 
El 17 de enero de 2020, firmó por el Burgos C. F. de la Segunda División B, equipo con el que logró un gol en ocho encuentros disputados. En la temporada 2020-21, con el Burgos Club Fútbol jugaría 23 partidos en los que anotaría tres goles. El 23 de mayo de 2021, logró el ascenso a la Segunda División, tras vencer en la final de la eliminatoria de ascenso al Bilbao Athletic en el Estadio Francisco de la Hera de Almendralejo. En la temporada 2021-22, formaría parte de la plantilla del Burgos C. F. en Segunda División. El 15 de agosto de 2021, hizo su debut en la división de plata en un encuentro frente al Sporting de Gijón que acabaría con derrota para los burgaleses, por un gol a cero.
El 1 de septiembre de 2022, firmó por la Cultural y Deportiva Leonesa de la Primera Federación.
El 23 de julio de 2023, ficharía por el Club Deportivo Atlético Baleares de la Primera Federación. Y al finalizar la temporada con el descenso a la Segunda Federación y acabar su contrato, no renovó con los baleáricos.
El 28 de agosto de 2024, se hace oficial su contratación por una temporada con opción a otra por objetivos, por el Real Avilés de la Segunda Federación.

## Clubes
| Club                   | Categoría                            | País   | Año       | Partidos | Goles |
| ---------------------- | ------------------------------------ | ------ | --------- | -------- | ----- |
| Real Murcia Imperial   | Tercera División                     | España | 2013-2015 |          |       |
| Real Murcia            | Segunda División B                   | España | 2015-2017 | 28       | 3     |
| La Hoya Lorca (cedido) | Segunda División B                   | España | 2015-2016 | 33       | 4     |
| C. D. Alcoyano         | Segunda División B                   | España | 2017-18   | 17       | 0     |
| Real Oviedo "B"        | Segunda División B                   | España | 2018-20   | 55       | 9     |
| Burgos C. F.           | Segunda División B/ Segunda División | España | 2020-2022 | 34       | 4     |
| Cultural Leonesa       | Primera Federación                   | España | 2022-2023 | 35       | 4     |
| Atlético Baleares      | Primera Federación                   | España | 2023-2024 | 26       | 2     |
| Real Avilés            | Segunda Federación                   | España | 2024-     |          |       |